# Чуква
Чуква (укр. Чуква; пол. Czukiew) — село в Ралевской сельской общине Самборского района Львовской области Украины, расположено на реке Ореб.
Население по переписи 2001 года составляло 1537 человек. Занимает площадь 24,86 км². Почтовый индекс — 81480. Телефонный код — 3236.

## Известные уроженцы
- Балицкий, Стефан (1899—1943) — польский писатель.

## Галерея

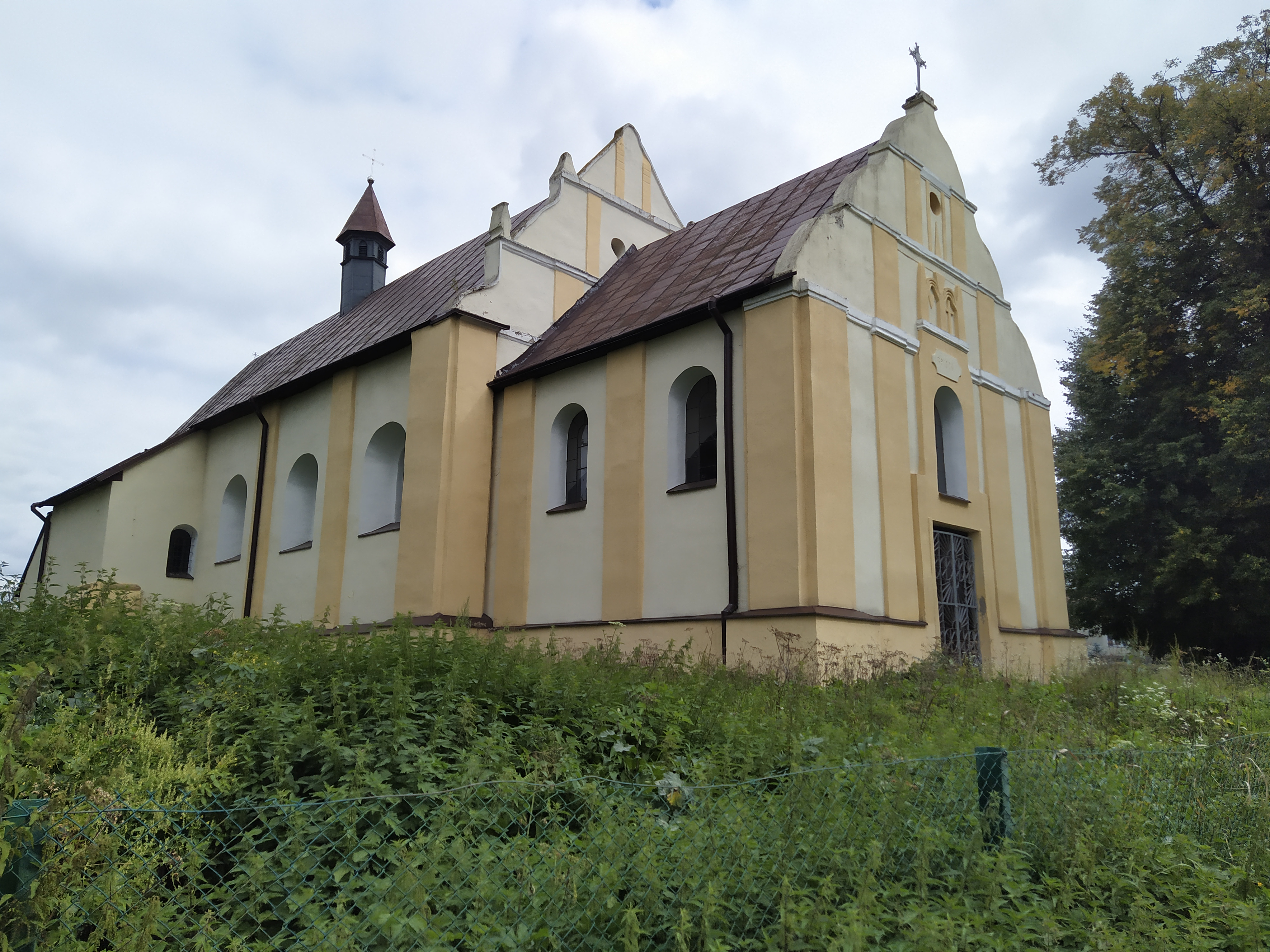
Костёл Пресвятой Богородицы
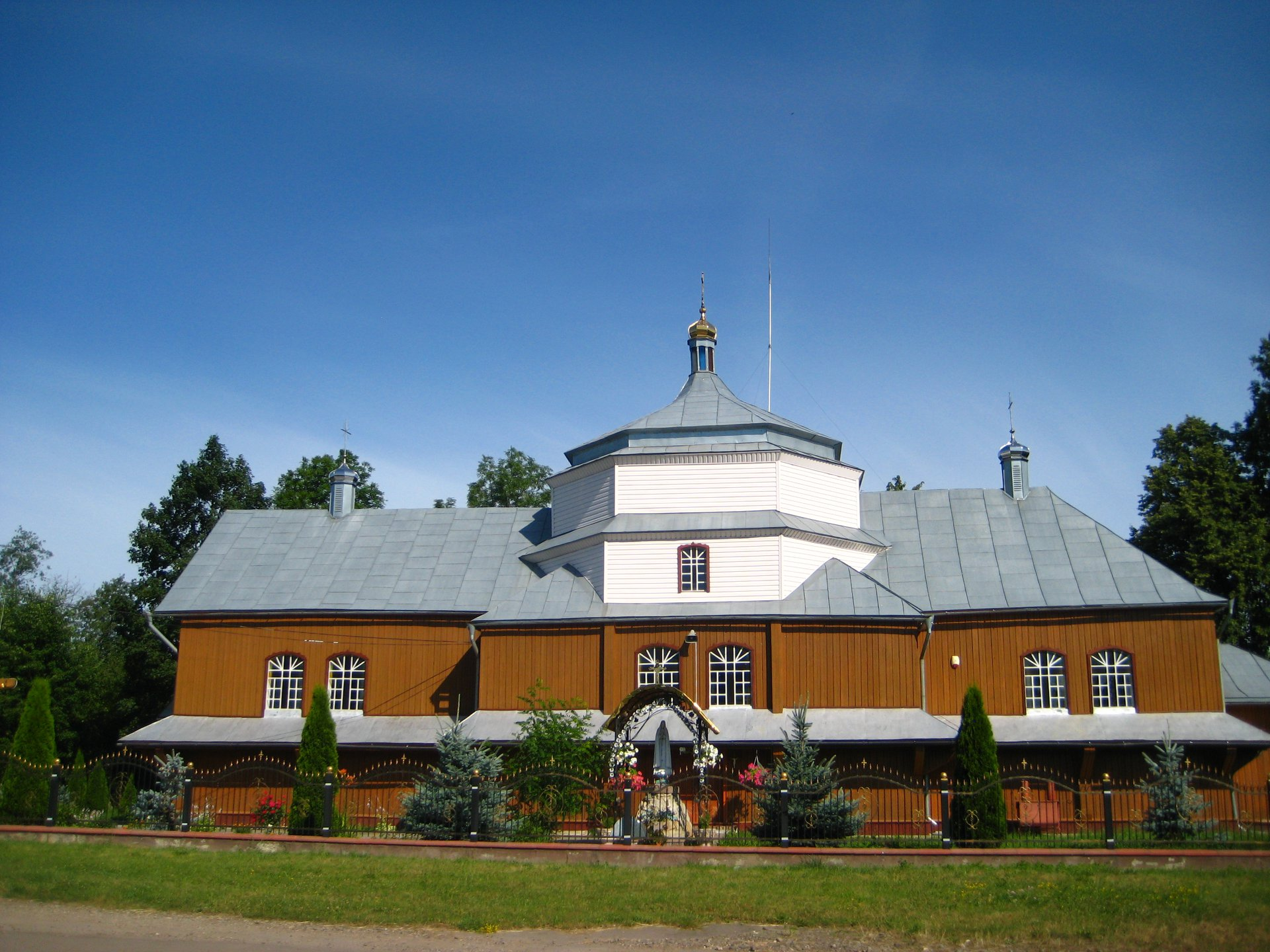
Церковь Рождества Богородицы